# GOLDEN☆BEST 雪村いづみ アーリー・デイズ
『GOLDEN☆BEST 雪村いづみ アーリー・デイズ』（ゴールデン☆ベスト ゆきむらいづみ アーリー・デイズ）は、日本の歌手である雪村いづみのベスト・アルバム。
2015年5月27日にビクターエンタテインメントから発売された。

## 解説
雪村いづみ4枚目となるゴールデン☆ベストシリーズ。
タイトルの『アーリー・デイズ』とは日本語にすると、初期の時代という意味で今回のアルバムは初期の曲 (洋楽カヴァー)が収録されている。

## 収録曲
1. 想い出のワルツ
2. ジャンバラヤ
3. 遥かなる山の山の呼び声
4. アイズ・オブ・ブルー
5. 東京の三人娘
6. オウ・マイ・パパ
7. 青いカナリヤ
8. 麗しのサブリナ
9. 月のチャペルで
10. マンボ・イタリーノ
11. ジャンケン娘
12. チャチャは素晴らしい
13. セブンティーン
14. 慕情
15. スマイル
16. マンボ・バカン
17. ペーパー・キッス
18. チャチャはいかが
19. 恋人になって
20. ケ・セラ・セラ
21. ビバップ・ルーラ
22. 四月の恋
23. フジヤマ・ママ
24. 火の玉ロック
25. 恋の片道切符
26. マック・ザ・ナイフ